# 翁鸿鸣
翁鸿鸣（1981年8月8日—），印度尼西亚华裔旅行作家和摄影师。
2005年毕业于清华大学计算机科学与技术专业。曾供职于联合国驻阿富汗人道主义事务部。2005年，翁鸿鸣开始了陆路环游亚洲的冒险之旅。2010年起供职于中国国际广播电台印尼语部，主持新闻栏目《中国视点》和脱口秀节目《身边》。翁鸿鸣独立维持他的旅行，当他的积蓄开始用完时，他会在一个国家停下来工作，向各种当地和国际媒体投稿，并成为媒体上的一名摄影师。他关于冒险之旅的每日笔记作为常规专栏“冒险家”发表在Kompas.com上。随着这些游记以书籍形式出版，翁鸿鸣成为印度尼西亚以创造性纪实风格撰写游记的先驱。

## 作品
- 《灰尘毯子》（Selimut Debu）
- 《界线》（Garis Batas）
- 《零点》（Titik Nol）
- 《漫漫回家路》（Jalan Panjang Untuk Pulang）